# Mistrzostwa Świata w biegu 24-godzinnym 2005
3. Mistrzostwa Świata w biegu 24-godzinnym 2005 – zawody lekkoatletyczne, które odbyły się 16 i 17 lipca 2005 w Wörschach, w Austrii.

## Medaliści
|                         | 1. miejsce                                                        | Rezultat   | 2. miejsce                                                              | Rezultat   | 3. miejsce                                                             | Rezultat   |
| Mężczyźni indywidualnie | Anatolii Kruglikov                                                | 268,065 km | Ewald Eder                                                              | 263,810 km | Jens Lukas                                                             | 256,368 km |
| Mężczyźni drużynowo     | Japonia 1. Ryoichi Sekiya · 2. Masayuki Otaki · 3. Kaname Sakurai | 734,498 km | Rosja 1. Anatolii Kruglikov · 2. Vladimir Bychkov · 3. Vladimir Tivikov | 731,299 km | Włochy 1. Sergio Orsi · 2. Osvaldo Beltramino · 3. Antonio Mammoli     | 725,897 km |
| Kobiety indywidualnie   | Liudmila Kalinina                                                 | 242,228 km | Galina Eremina                                                          | 239,874 km | Sumie Inagaki                                                          | 234,803 km |
| Kobiety drużynowo       | Rosja 1. Liudmila Kalinina · 2. Galina Eremina · 3. Irina Koval   | 709,573 km | Japonia 1. Sumie Inagaki · 2. Kimie Noto · 3. Masae Kamura              | 654,385 km | Stany Zjednoczone 1. Sandra Powell · 2. Carolyn Smith · 3. Susan Olsen | 604,514 km |

## Reprezentacja Polski

### Mężczyźni
Drużyna mężczyzn zajęła 16. miejsce z wynikiem 505,112 km
| Miejsce | Zawodnik             | Klub                 | Rezultat   |
| 50.     | Waldemar Pędzich     | LKS Kurp Ostrołęka   | 204,722 km |
| 55.     | August Jakubik       | TL Pogoń Ruda Śląska | 196,137 km |
| 111.    | Czesław Macherzyński | KKB Dystans Kraków   | 104,251 km |